# Ромі Паріцькі
Ромі Паріцькі (англ. Romi Paritzki; івр. רומי פריצקי; нар. 2004, Ізраїль)— ізраїльська гімнастка, що виступає в груповій першості. Чемпіонка та багаторазова призерка чемпіонату Європи. Дворазова бронзова призерка світу серед юніорів.

## Результати на турнірах
| Рік                | Змагання           | Команда            | ГП                 | 5                  | 5                  |
| Юніорські змагання | Юніорські змагання | Юніорські змагання | Юніорські змагання | Юніорські змагання | Юніорські змагання |
| ------------------ | ------------------ | ------------------ | ------------------ | ------------------ | ------------------ |
| 2019               | Чемпіонат світу    | 3                  | 4                  | 4                  | 3                  |
| Дорослі змагання   |                    |                    |                    |                    |                    |
| Рік                | Змагання           | Команда            | ГП                 | 5                  | 3 + 2              |
| 2022               | Чемпіонат Європи   | 3                  | 1                  | 2                  | 4                  |
| 2022               | Чемпіонат світу    |                    | 2                  | 2                  | 7                  |
| 2023               | Чемпіонат Європи   | 3                  | 2                  |                    |                    |
| 2023               | Чемпіонат світу    | 4                  | 1                  | 5                  | 1                  |
| 2024               | Чемпіонат Європи   | 3                  | 5                  | 3                  | 2                  |
| 2024               | Олімпійські ігри   |                    | 3                  |                    |                    |